# Королевская Африканская компания
Королевская Африканская компания (англ. Royal African Company) — английская торговая компания, существовавшая с 1660 по 1752 год. Как объединение купцов, промышляющих в Африке, существовала под разными видами и ранее (как «Марокканская» или «Гвинейская компания»). Первоначально именовалась: «Компания королевских предпринимателей, торгующих с Африкой» (англ. Company of Royal Adventurers Trading into Africa). Владела факториями на западном берегу африканского континента. Основной источник доходов — треугольная работорговля (в период с 1672 по 1689 годы компанией было продано около 100 тысяч рабов). Вела также добычу золота (по местности приисков получила своё название английская золотая монета — гинея).

## История
В XVII веке поселения на западном побережье Африки, хотя и вели собственную торговлю золотом и слоновой костью, были созданы главным образом для поставок рабов в Вест-Индию и Америку. На западном побережье европейцы жили на укреплённых фабриках (торговых постах), но не имели суверенитета над этой землей и её туземцами. Прибрежные племена выступали посредниками между ними и охотниками за рабами во внутренних районах. У европейцев не было особого стимула исследовать реки вверх по течениям, лишь немногие из них отваживались. Обстановка могла бы быть спокойной и рутинной, если бы между европейскими державами не было острого соперничества; особенно голландцы, которые использовали местных союзников против своих соперников. До Реставрации голландцы были основными поставщиками рабов на английские плантации Вест-Индии, но частью политики английских законов о мореплавании было вытеснение их из этой прибыльной отрасли.
В 1660 году английский король Карл II дал «Компании королевских предпринимателей, торгующих с Африкой» во главе со своим братом Яковом право на монопольную торговлю с Западной Африкой.
В связи с Второй англо-голландской войной в 1667 году эта компания обанкротилась, но в 1672 году она была воссоздана как «Королевская Африканская компания». Эта компания имела форты на африканском побережье и вывозила рабов. Она занималась работорговлей до 1731 года, после чего переключилась на торговлю золотым песком и слоновой костью.
В 1752 году «Королевская Африканская компания» была упразднена, а все её активы были переданы новой «Компании купцов, торгующих с Африкой» (англ. Company of Merchants Trading to Africa).
Эта новая компания, владевшая фортами на Золотом берегу, в 1821 году была упразднена, а её форты стали основой британской колонии Золотой берег.

### Работорговля
В 1680-х компания перевозила около 5000 порабощенных в год, в основном, в Карибский бассейн, через Атлантику. Многие из них были отмечены буквами «DoY» в честь губернатора, герцога Йоркского, который сменил своего брата на троне в 1685 году, став королем Яковом II. У других рабов на груди были выбиты инициалы компании — «RAC». Историк Уильям Петтигрю заявил, что эта компания «переправила в Америку больше порабощенных африканских женщин, мужчин и детей, чем любое другое учреждение за весь период трансатлантической работорговли», и что инвесторы компании были полностью осведомлены о её деятельности и намеревались получить прибыль от этой эксплуатации.
Между 1672 и 1731 годами Королевская африканская компания перевезла 187 697 рабов на принадлежащих компании кораблях (653 рейса) в английские колонии в Америке. Из перевезенных 38 497 рабов погибли в пути. Предшествующая Компания королевских авантюристов (1662—1672) перевезла 26 925 рабов (104 рейса), из которых 6 620 погибли во время перехода.

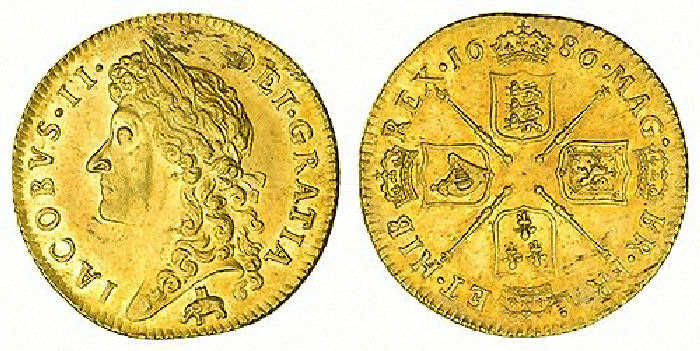
Золотая гинея 1686 г. Слон и замок, под бюстом Якова II — символы Королевской Африканской компании